# ناحیه ادامز، بخش هریسون، میسوری
ناحیه ادامز، بخش هریسون، میسوری (به انگلیسی: Adams Township, Harrison County, Missouri) در ایالات متحده آمریکا است که در میزوری واقع شده‌است.

## خصوصیات
ناحیه ادامز ۷۶٫۹ کیلومترمربع مساحت و ۱۵۱ نفر جمعیت دارد و ۳۰۴ متر بالاتر از سطح دریا واقع شده‌است.